# 杈叶槭
杈叶槭（学名：Acer robustum），为槭树科槭属下的一个植物种。